# Сули Мунтари
Сулејман Али "Сули" Мунтари (рођен 27. августа 1984) је гански професионални фудбалер који игра за Акра Хартс оф Оук као централни везни играч.
За време боравка у Интеру, помогао је тиму да освоји Лигу шампиона у сезони 2009–10 и Светско клупско првенство 2010. године, а титулу у Серији А у сезонама 2008–09 и 2009–10. Такође је био део Портсмут тима који је освојио ФА куп у сезони 2007–08. Репрезентативац Гане је од 2002. години одиграо је преко 80 утакмица за национални тим укључујући и два турнира афричког купа нација и три светска првенства.
Он је старији брат играча ФК Томбо, Сулеија Мунируа.

## Трофеји

### Портсмут
- ФА куп (1) : 2007/08.

### Интер
- Првенство Италије (2) : 2008/09, 2009/10.
- Куп Италије (1) : 2009/10.
- Суперкуп Италије (2) : 2008, 2010.
- Лига шампиона (1) : 2009/10.
- Светско клупско првенство (1) : 2010.